# When I Grow Up (To Be a Man)
When I Grow Up (To Be a Man) è un singolo del gruppo rock statunitense The Beach Boys, pubblicato nel 1964 ed estratto dall'album The Beach Boys Today!.
Il brano è stato scritto da Brian Wilson e Mike Love.

## Tracce
- 7"

1. When I Grow Up (To Be a Man)
2. She Knows Me Too Well